# Coberta (disc)
La coberta d'un disc és la part davantera de l'estoig protector d'un disc.

## Característiques
Els discos compactes i els DVD solen mostrar il·lustracions o fotografies en les seves cobertes. Les cobertes dels discos de música sovint són part d'un llibret o quadernet en el qual solen aparèixer les lletres o paraules de les cançons, missatges o fotografies dels artistes. Són una important eina màrqueting i objectes preats pels compradors. En els discos de vinil, la coberta és una part inseparable del seu estoig, i és normalment una mica més gran que la dels discs compactes, per a un més fort efecte visual car d'això en depèn l'amplor de la venda. La reduïda grandària dels discos compactes es mira de suplir en els àlbums més venuts mitjançant reedicions amb empaquetatges diferents, més cridaners.
La importància del disseny de les cobertes és tal, que diversos artistes s'han especialitzat o han obtingut la fama gràcies a aquests treballs, com va ser el cas de l'equip de disseny Hipgnosis (amb el seu treball en els discs de Pink Floyd, entre altres) o de Roger Dean, conegut per les cobertes de Yes i Greenslade.

## Cobertes polèmiques
De la fi de la dècada de 1960 ençà, les cobertes d'alguns discs han suscitat grans polèmiques per les imatges que s'hi veien. Tant és així que alguns discs s'han vist obligats a modificar la seva coberta o han arribat a sofrir prohibicions i censura. Entre les cobertes més polèmiques, es poden citar a manera d'exemple les dels següents discs:
- Unfinished Music No.1: Two Virgins, de John Lennon i Iōko Ono (1968): la part davantera mostrava un nu frontal de Lennon i Ono, i la posterior mostrava el mateix nu vist d'enrere. Alguns distribuïdors van vendre el disc embolicat en paper marró, i en diverses jurisdiccions el disc va ser considerat obscè.
- Legalize It (1976) el simple de l'àlbum epònim de Peter Tosh fou bandejat a Jamaica el 1975 perquè advocava per legalització de la marijuana. Tosh feu publicar les paraules de la cançó al diari jamaicà The Gleaner i demanà al Primer Ministre Michael Manley d'aixecar el ban després de fer-li'n arribar un exemplar signat "from one living legend to another" (d'una llegenda vivent a una altra).
- Nine Lives, de Aerosmith (1997): la coberta original va enfuriar alguns grups d'hinduistes, que van sentir que la figura dansant del dibuix, presa de la imatgeria hindú i en la qual es va substituir el cap pel d'un gat, era ofensiva. El grup i la casa discogràfica, que desconeixien la font del dibuix, se'n van disculpar i van canviar la coberta.
- Appetite for Destruction, de Guns N' Roses (1987): La coberta original del disc, inspirada en el dibuix de Robert Williams Appetite for Destruction, mostrava un robot violador a punt de ser castigat per un venjador metàl·lic. Després del rebuig de la cadena de televisió nord-americana MTV de difondre qualsevol videoclip seu, el grup es va comprometre a reemplaçar la coberta per una altra que mostrava una creu amb cinc calaveres.
- "Yesterday and Today", de The Beatles. Aquesta coberta es coneix com "de carnisser". Sortien els Beatles amb davantals blancs i amb trossos de nines i carn. Al poc temps de sortir, es va canviar per una coberta alternativa, en la qual The Beatles simplement posaven al costat d'un bagul.
- "Butchered at Birth", de Cannibal Corpse. Tal com moltes portades de la banda, va ser censurada a Alemanya. A Canadà la van prohibir de vendre a menors de 18 anys. La coberta mostrava dos zombis, que mataven i esbudellaven una dona prenys i li prenien el nadó, a més, de fons sortien un munt de cadàvers de criatures penjades.
- "Virgin Killer", de Scorpions. Es podia veure una nena de prop de 10 anys, despullada i en una postura polèmica, i la seva zona més íntima estava coberta amb l'efecte trencat d'un cristall de vidre. Se'n va fer una coberta alternativa, amb una simple foto de la colla musical. Va ser considerada grotesca.